# Eurema irena
Eurema irena is een vlindersoort uit de familie van de Pieridae (witjes), onderfamilie Coliadinae.
Eurema irena werd in 1932 beschreven door Corbet & Pendlebury.